# Narthecusa lomelensis
Narthecusa lomelensis là một loài bướm đêm trong họ Geometridae.